# マルク・カサド
- マルク・カサード
- マルク・カサドー

マルク・カサド・トラス（Marc Casadó Torras, 2003年9月14日 - ）は、スペインのカタルーニャ州バリェス・ウリアンタル出身のサッカー選手。ラ・リーガのFCバルセロナ所属。ポジションはミッドフィールダー。スペイン代表。

## 経歴
2016年に13歳でFCバルセロナのユースアカデミーへ加入。
2022年7月5日にバルセロナと2022年までの契約延長に合意した。8月27日にバルセロナBでプロデビューし、11月1日にはUEFAチャンピオンズリーグのFCヴィクトリア・プルゼニ戦に途中出場してトップチームデビューした。
2023-24シーズンからバルセロナBのキャプテンに就任。2024年3月17日、アトレティコ・マドリード戦に途中出場してラ・リーガの公式戦に初出場した。
2024-25シーズンはハンジ・フリック新監督に抜擢され、トップチームのスタメンに定着した。
2025年3月17日のラ・リーガ第28節、敵地リヤド・エア・メトロポリターノでのアトレティコ・マドリー戦（4-2勝利）で右ひざ靱帯を損傷した。

## 代表歴
2019年にU-16、U-17のスペイン代表に選出された。
2024年11月、UEFAネーションズリーグにてスペイン代表に初選出され、15日のデンマーク戦に途中出場してA代表デビューを果たした。

## 評価
元スペイン代表MFセルヒオ・ブスケツは「僕たちをとても驚かせた。彼が非常に優れた選手だということは知っていたが、真実は今の彼が見せているレベルが最上級だということだ。非常に素晴らしいことだよ」とコメントしている。

## 個人成績
| クラブ                       | シーズン  | リーグ                     | リーグ | リーグ | カップ | カップ | 国際大会 | 国際大会 | その他 | その他 | 通算 | 通算 |
| クラブ                       | シーズン  | リーグ                     | 出場   | 得点   | 出場   | 得点   | 出場     | 得点     | 出場   | 得点   | 出場 | 得点 |
| ---------------------------- | --------- | -------------------------- | ------ | ------ | ------ | ------ | -------- | -------- | ------ | ------ | ---- | ---- |
| FCバルセロナ・アトレティック | 2022-23   | プリメーラ・フェデラシオン | 36     | 0      | 0      | 0      | 0        | 0        | 0      | 0      | 36   | 0    |
| FCバルセロナ・アトレティック | 2023-24   | プリメーラ・フェデラシオン | 31     | 0      | 0      | 0      | 0        | 0        | 0      | 0      | 31   | 0    |
| FCバルセロナ                 | 2023-24   | プリメーラ・ディビシオン   | ２     | ０     | ０     | ０     | ０       | ０       | ０     | ０     | ２   | ０   |
| FCバルセロナ                 | 20２4－25 | プリメーラ・ディビシオン   |        |        |        |        |          |          |        |        |      |      |
| 通算                         |           |                            |        |        |        |        |          |          |        |        |      |      |

## タイトル

### クラブ
FCバルセロナ
- プリメーラ・ディビシオン：2024-25
- コパ・デル・レイ：2024-25
- スーペルコパ・デ・エスパーニャ：2024-25[9]